# Sylvie Guillaume
Sylvie Guillaume (Antony, 11 giugno 1962) è una politica francese, europarlamentare per la VII, VIII e IX legislatura.

## Biografia
Ha lavorato in varie organizzazioni comunitarie, tra cui SOS Racisme. Nel 1988 è entrata a far parte del Partito Socialista. Dal 1993, per dieci anni, è stata la prima segretaria di questo raggruppamento nel dipartimento del Rodano. In seguito è diventata segretaria nazionale per gli affari sociali e i diritti delle donne. Nel 1998 e nel 2004 è stata eletta nel Consiglio regionale del Rodano-Alpi. Dal 2001 è vice sindaco di Lione per la salute, la solidarietà sociale e le persone con disabilità.
Nelle elezioni del 2009 è stata eletta al Parlamento europeo dalla lista del PS. Nella settima legislatura del PE, è entrata a far parte del Gruppo dell'Alleanza Progressista dei Socialisti e dei Democratici ed è diventata anche membro della commissione per le libertà civili, la giustizia e gli affari interni. Nel 2014 e nel 2019 è stata eletta per i successivi mandati del Parlamento europeo.
Dal 2014 al 2019 è stata vicepresidente del Parlamento europeo.